# Toby Regbo
Toby Finn Regbo (Londra, 18 ottobre 1991) è un attore e musicista britannico che è apparso in film, serie televisive e commedie teatrali, noto principalmente per il ruolo di Francesco II di Francia nella serie tv del canale The CW Reign, Lord Æthelred di Mercia nella serie Netflix The Last Kingdom, Tommaso Peruzzi nella serie italiana I Medici, e l’adolescente Nemo Nobody nel drammatico e fantascientifico film Mr. Nobody di Jaco Van Dormael.

## Biografia
Toby Regbo è nato a Londra, in Inghilterra. La famiglia di suo padre è di origine norvegese, mentre quella di sua madre ha origini italiane. Suo nonno materno era il capitano di una nave da crociera italiana, mentre sua nonna materna era una ballerina australiana; una volta messa su famiglia, sua madre venne portata a Londra. Regbo è un nome inventato, scelto da un vecchio antenato per sostituire il nome comune norvegese "Hanson", che lega quindi Toby a tutta la ventina di Regbo che ci sono sparsi nel mondo.
Ha frequentato la Latymer Upper School, nel Regno Unito.
Il suo interesse per la recitazione è iniziato quando era ancora a scuola; in seguito infatti, ha frequentato la Young Blood Theatre Company.

## Carriera
Iniziò la sua carriera da attore nel 2006 con l'interpretazione di Ensign, nel film per la televisione Sharpe's Challenge. Seguì una partecipazione in un episodio della serie M.I. High - Scuola di spie del 2007 e debuttò al cinema nel 2009 con il ruolo di Michael Walton in Glorious 39.
Nello stesso anno Regbo ottenne una parte nel film di fantascienza Mr. Nobody, nel quale interpretò Nemo Nobody all'età di 15 anni. Nel 2010 l'attore partecipò al film Harry Potter e i Doni della Morte - Parte 1, interpretando un giovane Albus Silente.
Ha fatto il suo debutto sul palcoscenico come Eliot in Tusk Tusk, una commedia del 2009 diretta da Polly Stenham, al Royal Court Theatre di Londra.
Regbo ha interpretato James Sveck nell'adattamento cinematografico del romanzo di Peter Cameron, Un giorno questo dolore ti sarà utile, girato nell'estate del 2010 a New York. 

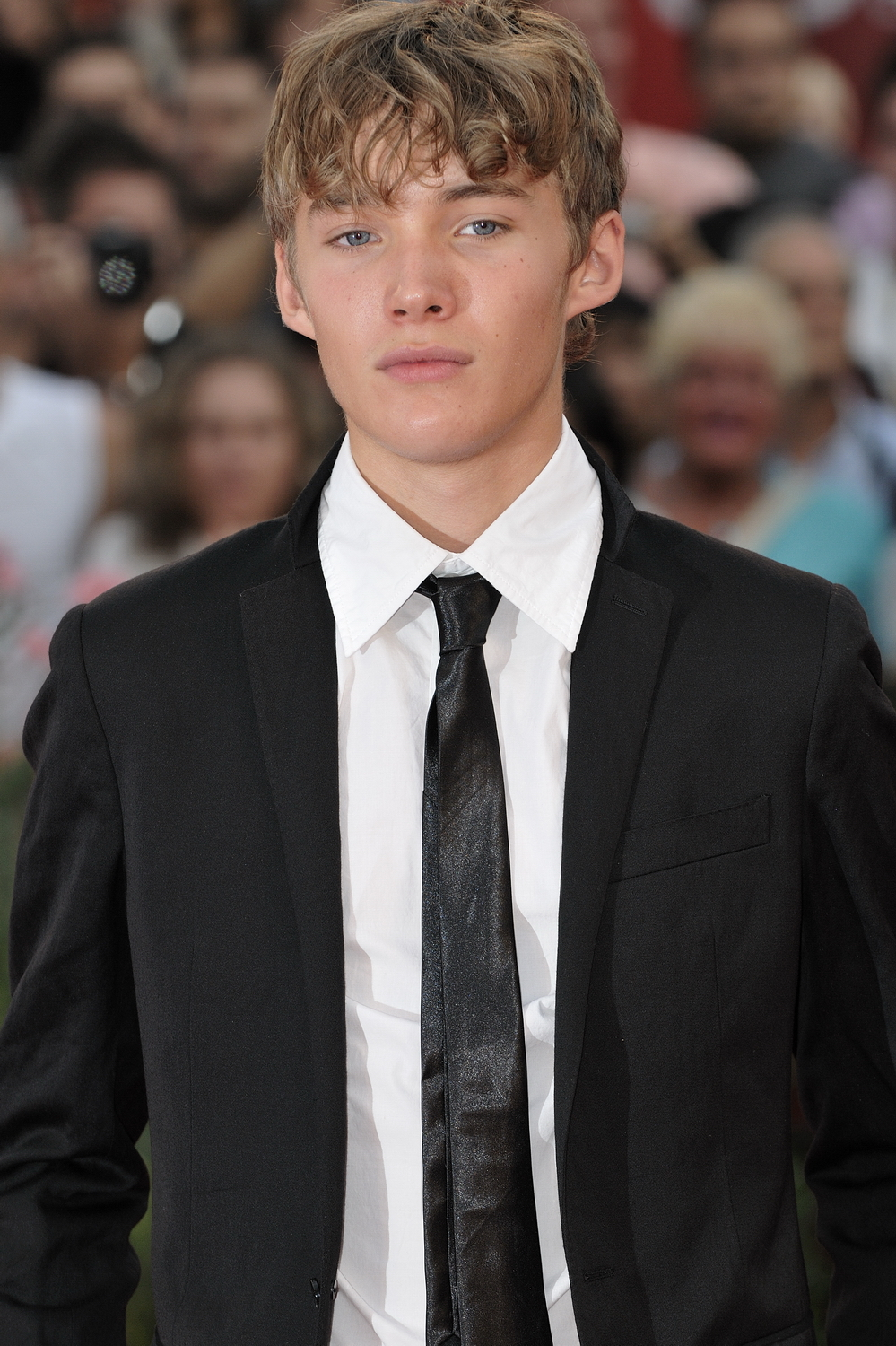
Toby Regbo alla 66ª Mostra internazionale d'arte cinematografica di Venezia (2009).

Nel 2013, Regbo ha preso parte come John al film drammatico-thriller uwantme2killhim? diretto da Andrew Douglas e prodotto da Bryan Singer.
È anche ben conosciuto per il suo ruolo da protagonista in Reign, in cui ha interpretato Francesco II di Francia.
Nel 2019 interpreta Tommaso Peruzzi nella terza stagione della serie televisiva di produzione internazionale I Medici.

## Ricezione critica

### Mr. Nobody
Il critico cinematografico Eric Lavallée ha descritto Regbo come una delle "Migliori 10 Facce&Voci nuove" del 2009 al Toronto International Film Festival.
Ha commentato dicendo che "Toby Regbo potrebbe facilmente essere il personaggio più vivo e reale di Mr. Nobody". Interpretando Nemo all'età di 15 anni, l'attore è per lo più in coppia con Juno Temple, infatti la loro storia d'amore unica è principalmente il cuore pulsante del film ed attira molto di più rispetto alle "arterie intasate" di altri romanzi.
Boyd van Hoeij di Variety  loda Regbo e Temple all'unisono, dicendo: "Regbo (come Nemo da adolescente) e Juno Temple (come Anna da ragazzina) sono impressionanti insieme. Sono in grado di portare le battaglie ormonali dell'adolescenza vividamente in vita".

### Tusk Tusk
Il suo ritratto di Eliot in Tusk Tusk ha ricevuto elogi da un ampio spettro di critici teatrali. Michael Billington da The Guardian lo ha definito "un attore straordinario". Robert Tanitch di Morning Star ha elogiato sia la sua interpretazione che quella della co-star Bel Powley, definendole "prestazioni impressionanti" ed ha previsto che Tusk Tusk avrebbe avuto un grande successo.
Matt Wolf, che scrive per il New York Times, ha fatto molti complimenti alla coppia, concludendo con: "Questi talenti appena scoperti occupano ogni punto mercuriale su una scala che li rende l'uno il protettore dell'altra e nel contempo i loro nemici ed alleati stessi. Sarete più scossi dalla signorina Powley... o dal signor Regbo, il cui volto è agghiacciante ed in grado di immobilizzarvi? È difficile da dire, anche se una cosa è chiara: Tusk Tusk è di gran lunga una produzione degna di lode".

### Uwantme2killhim?
Prodotto da Bryan Singer, è tipicamente centrato sulla storia di Regbo e della sua co-star Jamie Blackley, commentati da Screen Daily dicendo che hanno caratterizzato il film con delle "forti prestazioni". Variety ha elogiato la sua performance con "L'impressionante Regbo è stato in grado di interpretare un secchione solitario con alcune abilità sociali arbitrarie". Maitland McDonagh, da Film Journal International, ha complimentato il duo notando che "Le star Blackley e Regbo sono la forza di base del film, nonostante le lunghe scene in cui parlano a voce alta di quel che stanno scrivendo nei loro computer, cosa che tasserebbe le competenze di molti anziani e di attori con più esperienza".
Il film è stato presentato al Festival Internazionale di Edimburgo, dove i due attori hanno vinto il premio alla "Migliore performance in un lungometraggio britannico".

## Filmografia

### Cinema
- Glorious 39, regia di Stephen Poliakoff (2009)
- Mr. Nobody, regia di Jaco Van Dormael (2009)
- Harry Potter e i Doni della Morte - Parte 1 (Harry Potter and the Deathly Hallows - Part 1), regia di David Yates (2010)
- One Day, regia di Lone Scherfig (2011)
- Un giorno questo dolore ti sarà utile, regia di Roberto Faenza (2011)
- uwantme2killhim?, regia di Andrew Douglas (2012)
- Heart of Nowhere, regia di Charlie Fink (2013) - cortometraggio
- Animali fantastici - I crimini di Grindelwald (Fantastic Beasts: The Crimes of Grindelwald), regia di David Yates (2018)
- Pinball: The Man Who Saved The Game, regia di Austin e Meredith Bragg (2022)

### Televisione
- Sharpe's Challenge, regia di Tom Clegg – film TV (2006)
- M.I. High - Scuola di spie (M.I. High) – serie TV, episodio 1x06 (2007)
- L'isola del tesoro (Treasure Island) – miniserie TV, 2 puntate (2012)
- The Town – serie TV, 3 episodi (2012)
- Reign – serie TV, 51 episodi (2013-2017)
- The Last Kingdom – serie TV, 17 episodi (2017-2020)
- I Medici - Nel nome della famiglia (Medici: The Magnificent) – serie TV, 7 episodi (2019)
- A Discovery of Witches - Il manoscritto delle streghe (A Discovery of Witches) – serie TV, 6 episodi (2022)
- Belgravia: The Next Chapter, regia di John Alexander, Paul Wilmshurst e Marisol Adler – miniserie TV, 8 puntate (2024)

## Teatro
- Tusk Tusk, di Polly Stenham, regia di Jeremy Herrin. Royal Court Theatre di Londra (2009)

## Riconoscimenti
- 2013 – Edinburgh International Film Festival

- Migliore performance in un lungometraggio Britannico (uwantme2killhim?) – VINTO
- 2014 – Teen Choice Awards

- Choice TV Breakout Performance – Maschile (Reign) – NOMINATO

## Doppiatori italiani
Nelle versioni in italiano dei suoi film, Toby Regbo è stato doppiato da:
- Manuel Meli ne L'isola del tesoro, Reign, I Medici
- Mirko Cannella in Un giorno questo dolore ti sarà utile
- Federico Bebi in Mr. Nobody
- Fabrizio De Flaviis in The Last Kingdom
- Gabriele Vender in Belgravia: The Next Chapter